# Морисон, Стэнли
Стэнли Морисон (Stanley Morison; 6 мая 1889 — 11 октября 1967) — английский типограф, дизайнер шрифта, историк книгопечатания.

## Биография
Родился в Уэнстеде, графство Эссекс. Детство и юность (1896—1912) провел в фамильном доме на Фейрфекс-роад, Херрингей. Был самоучкой. Ушел из школы после того, как отец оставил семью. В 1913 году устроился помощником редактора в журнал «The Imprint». Во время Первой мировой войны отказался служить в армии и был арестован. В 1918 году стал главным дизайнером в издательстве «Pelican Press». Через некоторое время он занял такую же должность в «Cloister Press».
В 1922 году Морисон стал одним из основателей общества «Флерон», посвященного вопросам типографики (флерон — типографский орнамент в виде цветка). Редактировал журнал «The Fleuron» с 1925 года по 1930-й. Художественные качества издания, его печать были совершенно исключительными. С 1923-го по 1925-й Морисон был редактором и автором «Penrose Annual», журнала посвященного графическим искусствам.
С 1923-го по 1967-й Морисон был консультантом компании «Монотайп». В 1920-х и 1930-х, работая в «Монотайп», он занимался исследованием и возрождением исторических шрифтов, включая новые версии шрифтов «Баскервилл» и «Бембо». Морисон значительно расширил ассортимент шрифтов компании, которые, в свою очередь, значительно повлияли на современную типографику.
С 1929-го по 1960-й Морисон работал консультантом в газете «Таймс». В 1931 году, после того, как Морисон публично раскритиковал газету за качество печати, ему было предложено создать новый, удобный для чтения шрифт. «Таймс Нью Роман», гарнитура, разработанная Морисоном совместно с Виктором Лардентом, впервые появилась в газете в 1932 году. В 1933-м шрифт начал продаваться компанией «Монотайп».
Морисон редактировал «Историю газеты „Таймс“» за период с 1935-го по 1952-й, а также работал редактором литературного приложения к газете «Таймс» (1945—1948). В 1960-м Морисон был избран Королевским промышленным дизайнером. Также Морисон был членом редакционного совета «Энциклопедии Британники» с 1961 года до своей смерти в 1967-м.
Помимо «Таймса», Морисон разработал для компании «Монотайп» такие шрифты, как «Blado» (1923) и «Bembo» (1929).
В 1953 году Морисону был предложен рыцарский титул. В 1962-м — Орден Британской империи. Морисон отказался от того и другого.

## Избранные сочинения
- Four centuries of Fine Printing; Two Hundred and Seventy-two Examples of the Work of Presses Established Between 1465 and 1924, 1924
- Type Designs of the Past and Present, 1926
- The Typographic Book, 1450—1935: A Study of Fine Typography Through Five Centuries, 1963
- Calligraphy 1535—1885: A collection of seventy-two writing-books and specimens from the Italian, French, Low Countries and Spanish schools, 1962
- First Principles of Typography, 1936
- Letter Forms, typographic and scriptorial: Two essays on their classification, history and bibliography, 1968
- A Tally of Types, 1953
- On Type Designs Past and Present: A Brief Introduction, 1962
- Politics and Script, 1972